# Erin Springs (Oklahoma)
Erin Springs es un pueblo ubicado en el condado de Garvin en el estado estadounidense de Oklahoma. En el año 2010 tenía una población de 87 habitantes y una densidad poblacional de 217,5 personas por km².

## Geografía
Erin Springs se encuentra ubicado en las coordenadas 34°48′48″N 97°36′12″O / 34.81333, -97.60333 (34.813220, -97.603462).

## Demografía
Según la Oficina del Censo en 2000 los ingresos medios por hogar en la localidad eran de $18,846 y los ingresos medios por familia eran $18,929. Los hombres tenían unos ingresos medios de $24,167 frente a los $12,083 para las mujeres. La renta per cápita para la localidad era de $10,330. Alrededor del 0% de la población estaban por debajo del umbral de pobreza.